# Liga I 2009-2010
Sezonul 2009-2010 al Ligii I (cunoscută și sub numele de Liga 1 Gamebookers.com din motive de sponsorizare) a fost cea de-a 92-a ediție a Campionatului de Fotbal al României, și a 72-a de la introducerea sistemului divizionar. A început pe 26 iulie 2009 și s-a terminat pe 22 mai 2010. Echipa CFR Cluj a devenit campioană pentru a doua oară în istoria sa. Au retrogradat în Liga a II-a: Internațional Curtea de Argeș, Poli Iași, Ceahlăul Piatra Neamț și Unirea Alba Iulia.

## Echipe

### Promovate/retrogradate
Pentru sezonul 2009-2010 de Liga I au promovat patru echipe în urma sezonului 2008-2009 al Ligii a II-a: Ceahlăul Piatra Neamț, Unirea Alba Iulia, Astra Ploiești și Internațional Curtea de Argeș. Acestea au luat locul echipelor retrogradate: Gloria Buzău, CS Otopeni, Farul Constanța și FC Argeș Pitești, cea din urmă retrogradând în locul echipei Gaz Metan Mediaș din cauza unui caz de corupție în care a fost implicat fostul patron al clubului, Cornel Penescu.

### Stadioane
| Timișoara                  | Steaua București | FC U Craiova | CFR Cluj                 |
| -------------------------- | --- | --- | ------------------------ |
| Dan Păltinișanu            | Steaua | Ion Oblemenco | Dr. Constantin Rădulescu |
| Capacitate: 32.972         | Capacitate: 28.365 | Capacitate: 25.252 | Capacitate: 23.500       |
|                            | | |                          |
| Ceahlăul Piatra Neamț      | Dinamo București | Internațional Curtea de Argeș | Oțelul Galați            |
| Ceahlăul                   | Dinamo | Nicolae Dobrin | Oțelul                   |
| Capacitate: 17.500         | Capacitate: 15.032 | Capacitate: 15.000 | Capacitate: 13.500       |
|                            | | |                          |
| Rapid București            | BucureștiAstraBrașovCeahlăulCFRUniversitateaGaz MetanGloriaInternaționalOțelulPanduriiPoli IașiPolitehnicaAlba IuliaUrziceniVasluiEchipele din București: · Dinamo · Rapid · SteauaLiga I 2009-2010 (România) DinamoRapidSteaua Locația echipelor din București. | BucureștiAstraBrașovCeahlăulCFRUniversitateaGaz MetanGloriaInternaționalOțelulPanduriiPoli IașiPolitehnicaAlba IuliaUrziceniVasluiEchipele din București: · Dinamo · Rapid · SteauaLiga I 2009-2010 (România) DinamoRapidSteaua Locația echipelor din București. | Politehnica Iași         |
| Giulești-Valentin Stănescu | BucureștiAstraBrașovCeahlăulCFRUniversitateaGaz MetanGloriaInternaționalOțelulPanduriiPoli IașiPolitehnicaAlba IuliaUrziceniVasluiEchipele din București: · Dinamo · Rapid · SteauaLiga I 2009-2010 (România) DinamoRapidSteaua Locația echipelor din București. | BucureștiAstraBrașovCeahlăulCFRUniversitateaGaz MetanGloriaInternaționalOțelulPanduriiPoli IașiPolitehnicaAlba IuliaUrziceniVasluiEchipele din București: · Dinamo · Rapid · SteauaLiga I 2009-2010 (România) DinamoRapidSteaua Locația echipelor din București. | Emil Alexandrescu        |
| Capacitate: 11.704         | BucureștiAstraBrașovCeahlăulCFRUniversitateaGaz MetanGloriaInternaționalOțelulPanduriiPoli IașiPolitehnicaAlba IuliaUrziceniVasluiEchipele din București: · Dinamo · Rapid · SteauaLiga I 2009-2010 (România) DinamoRapidSteaua Locația echipelor din București. | BucureștiAstraBrașovCeahlăulCFRUniversitateaGaz MetanGloriaInternaționalOțelulPanduriiPoli IașiPolitehnicaAlba IuliaUrziceniVasluiEchipele din București: · Dinamo · Rapid · SteauaLiga I 2009-2010 (România) DinamoRapidSteaua Locația echipelor din București. | Capacitate: 11.390       |
|                            | BucureștiAstraBrașovCeahlăulCFRUniversitateaGaz MetanGloriaInternaționalOțelulPanduriiPoli IașiPolitehnicaAlba IuliaUrziceniVasluiEchipele din București: · Dinamo · Rapid · SteauaLiga I 2009-2010 (România) DinamoRapidSteaua Locația echipelor din București. | BucureștiAstraBrașovCeahlăulCFRUniversitateaGaz MetanGloriaInternaționalOțelulPanduriiPoli IașiPolitehnicaAlba IuliaUrziceniVasluiEchipele din București: · Dinamo · Rapid · SteauaLiga I 2009-2010 (România) DinamoRapidSteaua Locația echipelor din București. |                          |
| FC Vaslui                  | BucureștiAstraBrașovCeahlăulCFRUniversitateaGaz MetanGloriaInternaționalOțelulPanduriiPoli IașiPolitehnicaAlba IuliaUrziceniVasluiEchipele din București: · Dinamo · Rapid · SteauaLiga I 2009-2010 (România) DinamoRapidSteaua Locația echipelor din București. | BucureștiAstraBrașovCeahlăulCFRUniversitateaGaz MetanGloriaInternaționalOțelulPanduriiPoli IașiPolitehnicaAlba IuliaUrziceniVasluiEchipele din București: · Dinamo · Rapid · SteauaLiga I 2009-2010 (România) DinamoRapidSteaua Locația echipelor din București. | Pandurii Târgu Jiu       |
| Municipal                  | BucureștiAstraBrașovCeahlăulCFRUniversitateaGaz MetanGloriaInternaționalOțelulPanduriiPoli IașiPolitehnicaAlba IuliaUrziceniVasluiEchipele din București: · Dinamo · Rapid · SteauaLiga I 2009-2010 (România) DinamoRapidSteaua Locația echipelor din București. | BucureștiAstraBrașovCeahlăulCFRUniversitateaGaz MetanGloriaInternaționalOțelulPanduriiPoli IașiPolitehnicaAlba IuliaUrziceniVasluiEchipele din București: · Dinamo · Rapid · SteauaLiga I 2009-2010 (România) DinamoRapidSteaua Locația echipelor din București. | Tudor Vladimirescu       |
| Capacitate: 9.240          | BucureștiAstraBrașovCeahlăulCFRUniversitateaGaz MetanGloriaInternaționalOțelulPanduriiPoli IașiPolitehnicaAlba IuliaUrziceniVasluiEchipele din București: · Dinamo · Rapid · SteauaLiga I 2009-2010 (România) DinamoRapidSteaua Locația echipelor din București. | BucureștiAstraBrașovCeahlăulCFRUniversitateaGaz MetanGloriaInternaționalOțelulPanduriiPoli IașiPolitehnicaAlba IuliaUrziceniVasluiEchipele din București: · Dinamo · Rapid · SteauaLiga I 2009-2010 (România) DinamoRapidSteaua Locația echipelor din București. | Capacitate: 9.200        |
|                            | BucureștiAstraBrașovCeahlăulCFRUniversitateaGaz MetanGloriaInternaționalOțelulPanduriiPoli IașiPolitehnicaAlba IuliaUrziceniVasluiEchipele din București: · Dinamo · Rapid · SteauaLiga I 2009-2010 (România) DinamoRapidSteaua Locația echipelor din București. | BucureștiAstraBrașovCeahlăulCFRUniversitateaGaz MetanGloriaInternaționalOțelulPanduriiPoli IașiPolitehnicaAlba IuliaUrziceniVasluiEchipele din București: · Dinamo · Rapid · SteauaLiga I 2009-2010 (România) DinamoRapidSteaua Locația echipelor din București. |                          |
| Astra Ploiești             | BucureștiAstraBrașovCeahlăulCFRUniversitateaGaz MetanGloriaInternaționalOțelulPanduriiPoli IașiPolitehnicaAlba IuliaUrziceniVasluiEchipele din București: · Dinamo · Rapid · SteauaLiga I 2009-2010 (România) DinamoRapidSteaua Locația echipelor din București. | BucureștiAstraBrașovCeahlăulCFRUniversitateaGaz MetanGloriaInternaționalOțelulPanduriiPoli IașiPolitehnicaAlba IuliaUrziceniVasluiEchipele din București: · Dinamo · Rapid · SteauaLiga I 2009-2010 (România) DinamoRapidSteaua Locația echipelor din București. | FC Brașov                |
| Astra                      | BucureștiAstraBrașovCeahlăulCFRUniversitateaGaz MetanGloriaInternaționalOțelulPanduriiPoli IașiPolitehnicaAlba IuliaUrziceniVasluiEchipele din București: · Dinamo · Rapid · SteauaLiga I 2009-2010 (România) DinamoRapidSteaua Locația echipelor din București. | BucureștiAstraBrașovCeahlăulCFRUniversitateaGaz MetanGloriaInternaționalOțelulPanduriiPoli IașiPolitehnicaAlba IuliaUrziceniVasluiEchipele din București: · Dinamo · Rapid · SteauaLiga I 2009-2010 (România) DinamoRapidSteaua Locația echipelor din București. | Silviu Ploeșteanu        |
| Capacitate: 9.000          | BucureștiAstraBrașovCeahlăulCFRUniversitateaGaz MetanGloriaInternaționalOțelulPanduriiPoli IașiPolitehnicaAlba IuliaUrziceniVasluiEchipele din București: · Dinamo · Rapid · SteauaLiga I 2009-2010 (România) DinamoRapidSteaua Locația echipelor din București. | BucureștiAstraBrașovCeahlăulCFRUniversitateaGaz MetanGloriaInternaționalOțelulPanduriiPoli IașiPolitehnicaAlba IuliaUrziceniVasluiEchipele din București: · Dinamo · Rapid · SteauaLiga I 2009-2010 (România) DinamoRapidSteaua Locația echipelor din București. | Capacitate: 8.800        |
|                            | BucureștiAstraBrașovCeahlăulCFRUniversitateaGaz MetanGloriaInternaționalOțelulPanduriiPoli IașiPolitehnicaAlba IuliaUrziceniVasluiEchipele din București: · Dinamo · Rapid · SteauaLiga I 2009-2010 (România) DinamoRapidSteaua Locația echipelor din București. | BucureștiAstraBrașovCeahlăulCFRUniversitateaGaz MetanGloriaInternaționalOțelulPanduriiPoli IașiPolitehnicaAlba IuliaUrziceniVasluiEchipele din București: · Dinamo · Rapid · SteauaLiga I 2009-2010 (România) DinamoRapidSteaua Locația echipelor din București. |                          |
| Unirea Alba Iulia          | Gloria Bistrița | Unirea Urziceni | Gaz Metan Mediaș         |
| Cetate                     | Gloria | Tineretului | Gaz Metan                |
| Capacitate: 8.000          | Capacitate: 7.800 | Capacitate: 7.000 | Capacitate: 5.300        |
|                            | | |                          |

1. ↑  Internațional Curtea de Argeș a fost mutată pe Stadionul Orășenesc din Mioveni pentru prima jumătate a sezonului și pe Stadionul Nicolae Dobrin din Pitești pentru a doua jumătate, deoarece Stadionul Ștrand din Pitești nu îndeplinește condițiile standard pentru Liga I.
2. ↑  Capacitatea stadionului Giulești-Valentin Stănescu a fost redusă de la 19.100 la 11.704 din cauza degradării avansate a structurii de rezistență a peluzei sud.
3. ↑  Capaciatea Stadionului Cetate a fost redusă de la 18.000 la 8.000 din motive de securitate.

### Personal și statistici
Note: Steagurile indică echipa națională așa cum a fost definit în regulile de eligibilitate FIFA. Jucătorii și antrenorii pot deține mai mult de o naționalitate non-FIFA.
| Echipă                | Ultima promovare | Clasament 2008-09 | Antrenor (numire)           | Căpitan           | Sezoane în Liga I |
| --------------------- | ---------------- | ----------------- | --------------------------- | ----------------- | ----------------- |
| Unirea Urziceni       | 2006             | 1                 | Ronny Levy (2009)           | George Galamaz    | 3                 |
| Politehnica Timișoara | 2002             | 2                 | Ioan Sabău (2009)           | Dan Alexa         | 42                |
| Dinamo                | 1948             | 3                 | Cornel Țălnar (2009)        | Marius Niculae    | 60                |
| CFR Cluj              | 2004             | 4                 | Andrea Mandorlini (2009)    | Cadú              | 14                |
| FC Vaslui             | 2005             | 5                 | Marius Lăcătuș (2009)       | Wesley            | 4                 |
| Steaua București      | 1947             | 6                 | Mihai Stoichiță (2009)      | Petre Marin       | 61                |
| FCU Craiova           | 2006             | 7                 | Laurențiu Reghecampf (2010) | Andrei Prepeliță  | 17                |
| Rapid                 | 1990             | 8                 | Ioan Andone (2010)          | Costin Lazăr      | 61                |
| FC Brașov             | 2008             | 9                 | Viorel Moldovan (2009)      | Robert Ilyeș      | 40                |
| Pandurii              | 2005             | 11                | Florin Bejinaru (2010)      | Alin Chibulcutean | 4                 |
| Oțelul                | 1991             | 12                | Dorinel Munteanu (2009)     | Gabriel Paraschiv | 21                |
| Gloria Bistrița       | 1990             | 13                | Marius Șumudică (2010)      | Călin Albuț       | 19                |
| Poli Iași             | 2004             | 14                | Dumitru Dumitriu (2010)     | Cristian Brăneț   | 27                |
| Gaz Metan             | 2008             | 15                | Cristian Pustai (2007)      | Cristian Todea    | 4                 |
| Ceahlăul              | 2009             | 1S1 (Liga a II-a) | Zoran Filipović (2010)      | Eugeniu Cebotaru  | 13                |
| Unirea Alba Iulia     | 2009             | 1S2 (Liga a II-a) | Blaž Slišković (2010)       | Răzvan Dâlbea     | 2                 |
| Astra Ploiești        | 2009             | 2S1 (Liga a II-a) | Marin Barbu (2010)          | Gheorghe Rohat    | 6                 |
| Curtea de Argeș       | 2009             | 2S2 (Liga a II-a) | Ionuț Badea (2009)          | Mihai Pintilii    | 0                 |

Legendă culori
     Unirea Urziceni a participat în șaisprezecimile UEFA Europa League 2009-2010, trecând și prin faza grupelor Ligii Campionilor 2009-2010
     CFR Cluj, Dinamo, Steaua și Timișoara au participat în faza grupelor UEFA Europa League 2009-2010, Timișoara trecând și prin play-off-ul Ligii Campionilor 2009-2010
     Vaslui a participat în play-off-ul UEFA Europa League 2009-2010
     Promovată din Liga a II-a 2008-2009

### Schimbări manageriale
| Echipa          | Antrenorul demis  | Modalitatea de schimbare | Data plecării      | Înlocuit cu       | Data numirii       |
| --------------- | ----------------- | ------------------------ | ------------------ | ----------------- | ------------------ |
| FC Brașov       | Nicolò Napoli     | Concediat                | 27 iulie 2009      | Viorel Moldovan   | 27 iulie 2009      |
| Astra Ploiești  | Ion Moldovan      | Concediat                | 20 august 2009     | Nicolò Napoli     | 20 august 2009     |
| Ceahlăul        | Florin Marin      | Concediat                | 13 septembrie 2009 | Florin Marin      | 24 septembrie 2009 |
| Steaua          | Cristiano Bergodi | Concediat                | 18 septembrie 2009 | Mihai Stoichiță   | 18 septembrie 2009 |
| U.Craiova       | Daniel Mogoșanu   | Concediat                | 21 septembrie 2009 | Eugen Neagoe      | 21 septembrie 2009 |
| FC Vaslui       | Cristian Dulca    | Concediat                | 21 septembrie 2009 | Marius Lăcătuș    | 28 septembrie 2009 |
| Gloria Bistrița | Sandu Tăbârcă     | Demisionar               | 1 octombrie 2009   | Marian Pană       | 5 octombrie 2009   |
| Dinamo          | Dario Bonetti     | Concediat                | 3 octombrie 2009   | Marin Ion         | 13 octombrie 2009  |
| Dinamo          | Marin Ion         | Demisionar               | 23 octombrie 2009  | Cornel Țălnar     | 24 octombrie 2009  |
| Ceahlăul        | Florin Marin      | Demisionar               | 25 octombrie 2009  | Gheorghe Mulțescu | 30 octombrie 2009  |
| Pandurii        | Sorin Cârțu       | Demisionar               | 28 octombrie 2009  | Liviu Ciobotariu  | 28 octombrie 2009  |
| Rapid           | Viorel Hizo       | Demisionar               | 30 octombrie 2009  | Nicolae Manea     | 31 octombrie 2009  |
| CFR Cluj        | António Conceição | Concediat                | 14 noiembrie 2009  | Andrea Mandorlini | 15 noiembrie 2009  |
| U.Craiova       | Eugen Neagoe      | Concediat                | 12 decembrie 2009  | Mark Wotte        | 7 ianuarie 2010    |
| Internațional   | Ștefan Stoica     | Concediat                | 24 decembrie 2009  | Ionuț Badea       | 24 decembrie 2009  |
| Urziceni        | Dan Petrescu      | Demisionar               | 26 decembrie 2009  | Ronny Levy        | 31 decembrie 2009  |
| Gloria Bistrița | Marian Pană       | Demisionar               | 5 ianuarie 2010    | Marius Șumudică   | 5 ianuarie 2010    |
| Ceahlăul        | Gheorghe Mulțescu | Concediat                | 27 februarie 2010  | Zoran Filipović   | 3 martie 2010      |
| Alba Iulia      | Adrian Falub      | Demisionar               | 8 martie 2010      | Blaž Slišković    | 12 martie 2010     |
| Pandurii        | Liviu Ciobotariu  | Demisionar               | 17 martie 2010     | Sorin Cîrțu       | 17 martie 2010     |
| Rapid           | Nicolae Manea     | Demisionar               | 25 martie 2010     | Ioan Andone       | 31 martie 2010     |
| Poli Iași       | Petre Grigoraș    | Demisionar               | 15 aprilie 2010    | Dumitru Dumitriu  | 15 aprilie 2010    |
| Astra Ploiești  | Nicolò Napoli     | Concediat                | 20 aprilie 2010    | Marin Barbu       | 20 aprilie 2010    |

## Clasament
| Loc | Echipă                | Pct. | MJ | V  | E  | Î  | GM | GP | DG  | Calificare sau retrogradare            |
| --- | --------------------- | ---- | -- | -- | -- | -- | -- | -- | --- | -------------------------------------- |
| 1.  | CFR Cluj (C)          | 69   | 34 | 20 | 9  | 5  | 46 | 23 | +23 | Liga Campionilor 2010-11 Faza grupelor |
| 2.  | Unirea Urziceni       | 66   | 34 | 18 | 12 | 4  | 53 | 26 | +27 | Liga Campionilor 2010-11 Turul III     |
| 3.  | FC Vaslui             | 62   | 34 | 18 | 8  | 8  | 44 | 28 | +16 | Europa League 2010-11 Play-off         |
| 4.  | Steaua București      | 62   | 34 | 18 | 8  | 8  | 49 | 36 | +13 | Europa League 2010-11 Play-off         |
| 5.  | Poli Timișoara        | 59   | 34 | 15 | 14 | 5  | 55 | 27 | +28 | Europa League 2010-11 Turul III        |
| 6.  | Dinamo                | 53   | 34 | 13 | 14 | 7  | 48 | 37 | +11 | Europa League 2010-11 Turul II         |
| 7.  | Rapid                 | 52   | 34 | 14 | 10 | 10 | 53 | 38 | +15 |                                        |
| 8.  | Oțelul                | 50   | 34 | 14 | 8  | 12 | 38 | 38 | 0   |                                        |
| 9.  | FC Brașov             | 46   | 34 | 12 | 10 | 12 | 40 | 30 | +10 |                                        |
| 10. | Gaz Metan             | 42   | 34 | 9  | 15 | 10 | 33 | 37 | −4  |                                        |
| 11. | Gloria Bistrița       | 41   | 34 | 10 | 11 | 13 | 35 | 46 | −11 |                                        |
| 12. | Curtea de Argeș (X)   | 36   | 34 | 10 | 6  | 18 | 32 | 49 | −17 | Exclusă                                |
| 13. | FCU Craiova           | 36   | 34 | 11 | 3  | 20 | 44 | 52 | −8  |                                        |
| 14. | Astra Ploiești        | 36   | 34 | 8  | 12 | 14 | 33 | 45 | −12 |                                        |
| 15. | Pandurii              | 34   | 34 | 7  | 13 | 14 | 19 | 30 | −11 | Salvată de la retrogradare             |
| 16. | Poli Iași (R)         | 31   | 34 | 7  | 10 | 17 | 28 | 50 | −22 | Retrogradare în Liga a II-a 2010-2011  |
| 17. | Ceahlăul (R)          | 28   | 34 | 6  | 10 | 18 | 28 | 57 | −29 | Retrogradare în Liga a II-a 2010-2011  |
| 18. | Unirea Alba Iulia (R) | 26   | 34 | 7  | 5  | 22 | 33 | 62 | −29 | Retrogradare în Liga a II-a 2010-2011  |

1. 1 2  VAS 2–1 STE; STE 2–1 VAS
2. ↑  Întrucât câștigătoarea Cupei României, CFR Cluj, și finalista, FC Vaslui, s-au calificat în competițiile europene prin plasarea în campionat, alocarea locului în UEFA Europa League s-a redus la locul din campionat, cu echipa clasată pe locul 6, Dinamo București, care s-a calificat și ea.
3. 1 2 3  INT: 7 pct, 6–4; CRA: 6 pct, 4–6; AST: 4 pct, 5–5
4. 1 2  Echipei Internațional i s-a refuzat licența pentru sezonul 2010-11 deoarece nu a îndeplinit cerințele, fiind exclusă astfel din primul eșalon și retrogradată în Liga a II-a. Pandurii Târgu Jiu, ca cea mai bine plasată echipă retrogradată a fost, așadar, salvată de retrogradare.

### Pozițiile pe etapă
| Etapă/ Echipă                 | 1              | 2  | 3  | 4  | 5  | 6  | 7  | 8  | 9  | 10 | 11 | 12 | 13 | 14 | 15 | 16 | 17 | 18 | 19 | 20 | 21 | 22 | 23 | 24 | 25 | 26 | 27 | 28 | 29 | 30 | 31 | 32 | 33 | 34 |    |
| ----------------------------- | -------------- | -- | -- | -- | -- | -- | -- | -- | -- | -- | -- | -- | -- | -- | -- | -- | -- | -- | -- | -- | -- | -- | -- | -- | -- | -- | -- | -- | -- | -- | -- | -- | -- | -- | -- |
| Etapă/ Echipă                 | Astra Ploiești | 12 | 15 | 16 | 18 | 13 | 14 | 11 | 13 | 14 | 12 | 14 | 14 | 15 | 12 | 14 | 13 | 12 | 11 | 11 | 11 | 11 | 10 | 10 | 11 | 11 | 11 | 13 | 13 | 13 | 11 | 12 | 13 | 13 | 14 |
| Brașov                        | 4              | 5  | 6  | 1  | 1  | 1  | 1  | 4  | 5  | 7  | 8  | 8  | 8  | 8  | 8  | 8  | 7  | 7  | 8  | 8  | 8  | 9  | 9  | 9  | 9  | 9  | 9  | 9  | 9  | 9  | 9  | 9  | 9  | 9  |    |
| Ceahlăul Piatra Neamț         | 16             | 17 | 18 | 16 | 17 | 17 | 16 | 17 | 17 | 17 | 17 | 17 | 18 | 18 | 18 | 18 | 18 | 18 | 18 | 18 | 17 | 17 | 17 | 17 | 17 | 17 | 17 | 17 | 17 | 18 | 17 | 17 | 17 | 17 |    |
| CFR Cluj                      | 2              | 2  | 1  | 5  | 3  | 6  | 4  | 2  | 2  | 2  | 2  | 2  | 1  | 4  | 2  | 2  | 1  | 1  | 1  | 1  | 1  | 1  | 1  | 1  | 1  | 1  | 1  | 1  | 1  | 1  | 1  | 1  | 1  | 1  |    |
| FC U Craiova                  | 8              | 12 | 9  | 12 | 8  | 11 | 14 | 15 | 12 | 14 | 15 | 15 | 13 | 10 | 11 | 12 | 14 | 14 | 15 | 15 | 15 | 15 | 14 | 13 | 13 | 13 | 11 | 10 | 11 | 13 | 13 | 14 | 14 | 13 |    |
| Dinamo București              | 8              | 15 | 7  | 3  | 2  | 4  | 2  | 7  | 7  | 6  | 7  | 6  | 6  | 7  | 7  | 7  | 8  | 8  | 6  | 7  | 6  | 5  | 4  | 5  | 5  | 5  | 6  | 6  | 6  | 6  | 6  | 6  | 6  | 6  |    |
| Gaz Metan Mediaș              | 10             | 8  | 3  | 9  | 11 | 15 | 12 | 10 | 11 | 11 | 10 | 9  | 9  | 9  | 9  | 9  | 10 | 10 | 10 | 10 | 10 | 11 | 11 | 12 | 12 | 12 | 10 | 12 | 12 | 12 | 11 | 10 | 10 | 10 |    |
| Gloria Bistrița               | 12             | 12 | 15 | 17 | 18 | 18 | 18 | 18 | 18 | 18 | 18 | 18 | 17 | 17 | 17 | 17 | 17 | 16 | 14 | 14 | 13 | 12 | 12 | 10 | 10 | 10 | 12 | 11 | 10 | 10 | 10 | 11 | 11 | 11 |    |
| Internațional Curtea de Argeș | 12             | 10 | 14 | 10 | 12 | 10 | 13 | 14 | 15 | 13 | 11 | 11 | 12 | 15 | 15 | 15 | 15 | 15 | 16 | 16 | 16 | 16 | 15 | 15 | 16 | 16 | 14 | 14 | 14 | 14 | 14 | 12 | 12 | 12 |    |
| Oțelul Galați                 | 4              | 5  | 12 | 13 | 16 | 13 | 15 | 12 | 13 | 15 | 12 | 12 | 11 | 14 | 10 | 10 | 9  | 9  | 9  | 9  | 9  | 8  | 8  | 8  | 8  | 8  | 8  | 8  | 8  | 8  | 8  | 8  | 7  | 8  |    |
| Pandurii Târgu Jiu            | 4              | 1  | 4  | 11 | 7  | 3  | 8  | 9  | 10 | 10 | 9  | 10 | 10 | 13 | 12 | 14 | 11 | 13 | 13 | 13 | 14 | 14 | 16 | 16 | 15 | 14 | 15 | 16 | 15 | 15 | 15 | 16 | 16 | 15 |    |
| Politehnica Iași              | 18             | 18 | 17 | 14 | 15 | 12 | 10 | 8  | 8  | 9  | 13 | 13 | 14 | 11 | 13 | 11 | 13 | 12 | 12 | 12 | 12 | 13 | 13 | 14 | 14 | 15 | 16 | 15 | 16 | 16 | 16 | 15 | 15 | 16 |    |
| Rapid București               | 1              | 7  | 13 | 8  | 10 | 9  | 7  | 3  | 1  | 3  | 3  | 1  | 4  | 2  | 6  | 5  | 5  | 5  | 7  | 5  | 3  | 4  | 7  | 7  | 7  | 7  | 7  | 7  | 7  | 7  | 7  | 7  | 8  | 7  |    |
| Steaua București              | 2              | 2  | 8  | 5  | 9  | 5  | 3  | 5  | 6  | 4  | 4  | 3  | 2  | 4  | 3  | 4  | 3  | 3  | 4  | 3  | 2  | 3  | 3  | 3  | 3  | 2  | 2  | 2  | 3  | 5  | 5  | 5  | 5  | 4  |    |
| Timișoara                     | 4              | 4  | 2  | 2  | 6  | 8  | 6  | 6  | 4  | 1  | 1  | 5  | 5  | 3  | 1  | 1  | 4  | 4  | 2  | 4  | 5  | 2  | 2  | 4  | 4  | 4  | 3  | 3  | 4  | 3  | 3  | 4  | 3  | 5  |    |
| Unirea Alba Iulia             | 12             | 12 | 11 | 15 | 14 | 16 | 17 | 16 | 16 | 16 | 16 | 16 | 16 | 16 | 16 | 16 | 16 | 17 | 17 | 17 | 18 | 18 | 18 | 18 | 18 | 18 | 18 | 18 | 18 | 17 | 18 | 18 | 18 | 18 |    |
| Unirea Urziceni               | 16             | 11 | 4  | 7  | 5  | 2  | 5  | 1  | 2  | 5  | 6  | 7  | 7  | 6  | 3  | 3  | 2  | 2  | 3  | 2  | 4  | 6  | 5  | 6  | 6  | 5  | 5  | 4  | 2  | 2  | 2  | 2  | 2  | 2  |    |
| Vaslui                        | 10             | 9  | 10 | 4  | 4  | 7  | 9  | 11 | 9  | 8  | 5  | 4  | 3  | 1  | 5  | 6  | 6  | 6  | 5  | 6  | 7  | 7  | 6  | 2  | 2  | 3  | 4  | 5  | 5  | 4  | 4  | 3  | 4  | 3  |    |

| Câștigătorii Ligii I, ediția 2009/2010 |
| -------------------------------------- |
| CFR Cluj Al doilea titlu               |

## Rezultate
| Acasă \ Deplasare[1] | Astra | Brașov | Ceahlăul | CFR Cluj | Craiova | Dinamo București | Gaz Metan | Gloria Bistrița | Internațional | Oțelul | Pandurii | Poli Iași | Rapid București | Steaua | Timișoara | Alba Iulia | Urziceni | Vaslui |
| Astra                |       | 2–1    | 1–1      | 1–0      | 3–1     | 1–1              | 0–0       | 0–0             | 1–1           | 0–3    | 0–1      | 1–1       | 3–1             | 2–1    | 1–3       | 4–2        | 0–2      | 0–0    |
| Brașov               | 0–0   |        | 1–0      | 0–1      | 2–0     | 0–1              | 3–2       | 6–0             | 1–2           | 3–0    | 2–0      | 2–0       | 1–1             | 0–0    | 1–0       | 2–1        | 0–0      | 1–1    |
| Ceahlăul             | 0–0   | 2–1    |          | 2–4      | 2–1     | 0–4              | 0–0       | 2–1             | 2–2           | 0–1    | 1–2      | 1–0       | 0–4             | 0–2    | 1–1       | 1–1        | 2–3      | 0–1    |
| CFR Cluj             | 1–0   | 2–1    | 2–0      |          | 2–0     | 2–2              | 2–0       | 1–0             | 2–1           | 1–0    | 1–0      | 1–1       | 1–0             | 1–1    | 0–0       | 3–2        | 2–0      | 0–0    |
| Univ. Craiova        | 1–0   | 3–0    | 3–2      | 2–3      |         | 0–0              | 1–2       | 5–1             | 1–3           | 3–0    | 2–0      | 2–1       | 3–4             | 1–2    | 1–2       | 3–1        | 1–4      | 1–2    |
| Dinamo               | 3–3   | 0–0    | 1–1      | 1–0      | 2–1     |                  | 1–0       | 1–1             | 0–1           | 0–1    | 1–1      | 1–1       | 1–1             | 2–0    | 1–2       | 2–0        | 2–1      | 1–1    |
| Gaz Metan            | 0–0   | 1–1    | 0–2      | 0–0      | 2–1     | 1–0              |           | 1–1             | 0–0           | 0–1    | 1–0      | 2–1       | 0–0             | 2–4    | 2–6       | 5–0        | 0–0      | 0–0    |
| Gloria Bistrița      | 3–1   | 2–1    | 1–0      | 0–2      | 2–1     | 3–2              | 1–1       |                 | 0–1           | 2–1    | 1–0      | 5–0       | 1–1             | 1–2    | 0–0       | 1–1        | 0–0      | 1–3    |
| Internațional        | 2–1   | 0–3    | 2–0      | 0–1      | 0–1     | 1–3              | 2–4       | 2–1             |               | 0–1    | 0–0      | 0–2       | 1–2             | 0–2    | 0–3       | 2–1        | 1–2      | 1–2    |
| Oțelul               | 3–2   | 1–1    | 0–0      | 1–0      | 1–0     | 2–3              | 0–1       | 3–0             | 1–0           |        | 1–1      | 4–0       | 0–0             | 0–1    | 3–3       | 1–0        | 1–4      | 1–0    |
| Pandurii             | 0–2   | 1–0    | 0–0      | 1–0      | 0–0     | 0–0              | 0–0       | 1–1             | 2–3           | 2–3    |          | 1–1       | 1–1             | 0–0    | 0–0       | 2–0        | 0–0      | 1–0    |
| Poli Iași            | 2–0   | 0–0    | 2–0      | 0–2      | 1–0     | 1–3              | 1–1       | 0–0             | 0–0           | 1–1    | 1–0      |           | 2–1             | 0–2    | 1–1       | 1–0        | 1–2      | 1–3    |
| Rapid                | 0–1   | 2–1    | 1–1      | 1–4      | 0–1     | 2–2              | 4–1       | 2–1             | 4–0           | 3–0    | 1–0      | 4–1       |                 | 5–1    | 0–32      | 2–0        | 1–1      | 3–2    |
| Steaua               | 2–0   | 1–0    | 1–3      | 2–2      | 2–0     | 0–1              | 2–0       | 1–1             | 3–2           | 1–0    | 1–0      | 2–1       | 1–1             |        | 3–3       | 2–0        | 0–1      | 2–1    |
| Timișoara            | 0–0   | 1–2    | 6–0      | 1–1      | 1–1     | 2–0              | 0–2       | 1–0             | 0–0           | 2–1    | 1–0      | 2–1       | 1–0             | 0–1    |           | 6–0        | 0–0      | 0–1    |
| Alba Iulia           | 2–1   | 0–1    | 3–2      | 1–1      | 2–0     | 1–2              | 0–0       | 1–2             | 1–2           | 3–1    | 0–1      | 2–1       | 0–1             | 2–1    | 3–3       |            | 1–2      | 2–0    |
| Urziceni             | 4–1   | 1–0    | 4–0      | 0–1      | 3–2     | 4–4              | 1–1       | 2–0             | 1–0           | 0–0    | 3–0      | 2–0       | 1–0             | 2–2    | 0–0       | 1–0        |          | 1–2    |
| Vaslui               | 3–1   | 2–2    | 1–0      | 2–0      | 0–1     | 2–0              | 2–1       | 0–1             | 1–0           | 1–1    | 2–1      | 2–1       | 1–0             | 2–1    | 0–1       | 3–0        | 1–1      |        |

Ultima actualizare: 22 mai 2010
Sursa: LPF ro
1Echipa gazdă este listată în coloana din stânga.
2Meciul a fost decis la masa verde, deoarece Rapid a folosit doi fotbaliști fără drept de joc. Pe teren, Rapid învinsese pe FC Timișoara cu 1–0.
Culori: Albastru = gazda e câștigătoare; Galben = egal; Roșu = oaspeții sunt câștigători.

## Clasament marcatori
Actualizat la 22 mai 2010.
| Loc | Jucător            | Echipă                | Goluri |
| --- | ------------------ | --------------------- | ------ |
| 1   | Andrei Cristea     | Dinamo                | 16     |
| 2   | Pantelis Kapetanos | Steaua București      | 15     |
| 3   | Marius Bilașco     | Unirea Urziceni       | 12     |
| 3   | Dorin Goga         | FC Timișoara          | 12     |
| 3   | Wesley             | FC Vaslui             | 12     |
| 4   | Liviu Ganea        | Astra Ploiești        | 11     |
| 5   | Cristian Bud       | CFR Cluj              | 10     |
| 5   | Alexandru Ioniță   | Rapid București       | 10     |
| 5   | Júnior Moraes      | Gloria Bistrița       | 10     |
| 6   | Florin Costea      | Universitatea Craiova | 9      |
| 6   | Lukas Magera       | FC Timișoara          | 9      |